# Эдмунд, Кайл
Кайл Эдмунд (англ. Kyle Edmund; род. 8 января 1995, Йоханнесбург, ЮАР) — британский профессиональный теннисист; победитель трёх турниров ATP (из них два в одиночном разряде); обладатель Кубка Дэвиса (2015) в составе сборной Великобритании.

## Общая информация
Кайл — один из двух детей Стивена и Дениз Эдмундов; его сестру зовут Келли. Отец — управляющий директор строительной компании, а мать — домохозяйка. Родился в Йоханнесбург (ЮАР), но уже в три года переехал в Норт-Йоркшир (Великобритания).
Кайл Эдмунд начал играть в теннис в десять лет. Свои первые уроки он взял в спортклубе, где его старшая сестра занималась плаванием. Любимое покрытие — грунт, удар — форхенд, турнир — Уимблдон. Кумирами в мире тенниса в детстве называет британских игроков и Марата Сафина.
Болельщик футбольного клуба Ливерпуль.

## Спортивная карьера

### Начало карьеры
В 2011 году Эдмунд добился первых успехов в юношеских турнирах, став полуфиналистом Открытого чемпионата США среди юношей и победителем молодёжного Кубка Дэвиса.
В начале 2012 года Эдмунд достиг максимальной позиции в юниорском рейтинге, заняв 8-е место. На Открытом чемпионате Франции 2012 года Эдмунд стал четвертьфиналистом в одиночном разряде среди юношей после победы над посеянным вторым Джанлуиджи Квинци. Вслед за этим он в 17 лет провёл свои первые матчи на квалификационной стадии Уимблдонского турнира среди взрослых, в первой игре победив Даниэля Химено-Травера, находившегося в рейтинге ATP на 1168 мест выше него, но проиграв свой второй матч. В сентябре Эдмунд стал победителем Открытого чемпионата США в парном разряде среди юношей, где его партнёром был португалец Фредерику Феррейра Силва. Британско-португальская пара была посеяна восьмой, а в финале переиграла соперников, посеянных на два места выше.
В октябре того же года Эдмунд завоевал свой первый титул во взрослых профессиональных турнирах цикла «фьючерс», когда, занимая место в девятой сотне рейтинга, победил в Бирмингеме, США Чейза Бьюкенена, находившегося в рейтинге на 338 мест выше. В начале мая 2013 года в Виро-Бич-Сауте, США он выиграл свой второй «фьючерс» после победы в финале над Карстеном Боллом. Вскоре после этого Эдмунд и Феррейра Силва второй раз стали победителями юношеского турнира Большого шлема, выиграв Открытый чемпионат Франции.
В июне 2013 года, накануне Уимблдонского турнира, Эдмунд провёл в Лондоне и Истборне свои первые матчи в турнирах основного тура АТР, одержав в Истборне свою первую победу на этом уровне над 82-й ракеткой мира Кенни де Схеппером (сам занимая при этом 442-е место в рейтинге). На Уимблдонском турнире он стал полуфиналистом в одиночном разряде среди юношей, но надежды местной публики не оправдались, и он проиграл Джанлуиджи Квинци.
К февралю 2014 года Эдмунд довёл количество выигранных «фьючерсов» до пяти. В апреле 2014 года было объявлено, что Эдмунда будет тренировать Грег Руседски, сам в прошлом финалист Открытого чемпионата США. В июле Эдмунд был близок к тому, чтобы войти в число 200 лучших теннисистов мира после выхода в полуфинал на турнире класса «челленджер» в Казахстане, но с начала сентября началась серия поражений в первых кругах турниров, в результате которой он опустился с третьего до пятого места во внутреннем британском рейтинге. В октябре они с Руседски расстались. В ноябре Эдмунд вышел в финал «челленджера» в Иокогаме после победы над 116-й ракеткой мира и хозяином соревнований Го Соэдой. В финале он уступил австралийцу Джону Миллману, но и этого результата ему хватило, чтобы закончить сезон в топ-200 рейтинга.

### 2015—2017
За 2015 год Эдмунд выиграл три «челленджера» в одиночном разряде — в феврале в Гонконге, в июле в Бингемтоне (США) и в ноябре в Буэнос-Айресе. В двух турнирах Большого шлема — на Открытом чемпионате Австралии и на Открытом чемпионате Франции — он успешно преодолел отборочные этапы, а во Франции и первый круг в основной сетке. В августе Эдмунд впервые вошёл в первую сотню рейтинга АТР, а в конце года был приглашён в сборную Великобритании для участия в финальном матче Кубка Дэвиса против бельгийцев. Во встрече, открывавшей финал, Эдмунд встретился с 16-й ракеткой мира Давидом Гоффеном и повёл в счёте 2:0 по сетам, но затем на его игре сказались боли в ноге, и бельгиец сумел, переломив ход встречи, победить в пяти сетах. Несмотря на это, британская сборная во главе с Энди Марреем сумела выиграть матч и завоевать Кубок Дэвиса.
В 2016 году Эдмунд продолжил подниматься в рейтинге. Он выиграл два «челленджера» за сезон, а в основном туре АТР трижды достигал четвертьфинала (в том числе в первом же турнире года в Катаре, где начинал с квалификации) и один раз — в Антверпене — полуфинала, во втором круге победив 15-ю ракетку мира Давида Феррера. Открытый чемпионат США он начал на 84-м месте в рейтинге, но победил в первом круге 15-ю ракетку мира Ришара Гаске, а в третьем круге 21-ю ракетку мира Джона Изнера, прежде чем уступить посеянному первым Новаку Джоковичу. Чуть ранее в августе он впервые выступил на первых для себя Олимпийских играх в Рио-де-Жанейро, где проиграл во втором раунде. Всего за сезон Эдмунд выиграл 21 матч в основном туре АТР и к концу октября достиг 40-го места в рейтинге.
На следующий год британец трижды играл в полуфиналах турниров АТР, в том числе в Уинстон-Сейлеме, где попал в основную сетку через квалификационное сито, и на турнире категории АТР 500 в Вене. На турнирах Большого шлема его лучшими результатами были выходы в третий круг на Открытых чемпионатах Франции и США, а на Уимблдоне он впервые за пять попыток преодолел первый круг. В совокупности это позволило Эдмунду во второй раз закончить сезон в числе 50 лучших игроков мира.

### 2018—2024
На первом турнире в сезоне 2018 года в Брисбене Эдмунд доиграл до четвертьфинала. Затем он удачно провёл Открытом чемпионате Австралии и впервые в карьере дошёл до полуфинала турнира Большого шлема, обыграв третью ракетку мира Григора Димитрова. В финал его не пустил сеяный под шестым номером Марин Чилич, матч завершился в трёх сетах.
| Раунд      | Соперник            | Счёт матча              |
| ---------- | ------------------- | ----------------------- |
| 1-й        | 11 Кевин Андерсон   | 6:7, 6:3, 3:6, 6:3, 6:4 |
| 2-й        | Денис Истомин       | 6:2, 6:2, 6:4           |
| 3-й        | Николоз Басилашвили | 7:6, 3:6, 4:6, 6:0, 7:5 |
| 4-й        | Андреас Сеппи       | 6:7, 7:5, 6:2, 6:3      |
| 1/4 финала | 3 Григор Димитров   | 6:4, 3:6, 6:3, 6:4      |
| 1/2 финала | 6 Марин Чилич       | 2:6, 6:7, 2:6           |

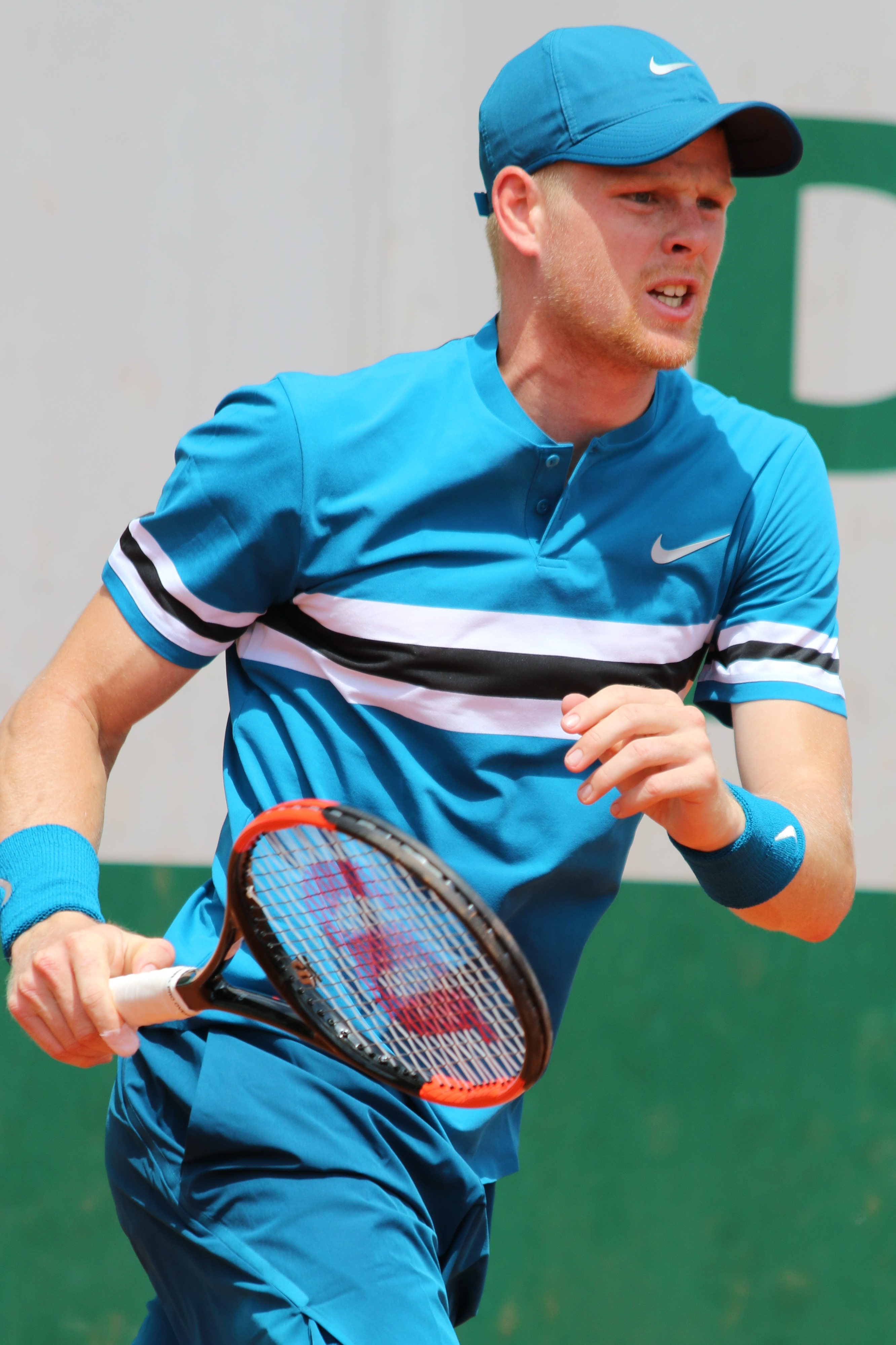
Эдмунд на Ролан Гаррос 2018 года

В марте Эдмунд, на тот момент 24-я ракетка мира, вышел на первое место в рейтинге среди британских теннисистов, сместив с этой позиции Энди Маррея, занимавшего её 12 лет. В апреле Эдмунд вышел в дебютный финал турнира АТР. Произошло это на грунтовом турнире в Марракеше, где в решающем матче он проиграл испанцу Пабло Андухару — 2-6, 2-6. В начале мая в дуэте с соотечественником Кэмероном Норри он выиграл и первый титул в основном туре, взяв парный приз турнира в Португалии. После этого на турнире серии Мастерс в Мадриде молодой британец последовательно обыграл бывшего лидера рейтинга АТР Джоковича и 10-ю ракетку мира Давида Гоффена, пробившись в четвертьфинал и обеспечив себе первое в карьере вхождение в топ-20 мирового рейтинга. На кортах Ролан Гаррос и Уимблдона результатом британца стал выход в третий раунд. Летом он вышел в четвертьфинал турнира в Уинстон-Сейлеме. Осенью он смог дойти до полуфинала турнира в Пекине, четвертьфинала на Мастерса в Шанхае и затем выиграть первый в карьере титул АТП в одиночном разряде, завоёванный в Антверпене (в финале был обыгран Гаэль Монфис — (3-6, 7-6, 7-6) После этого он достиг в рейтинге самого высокого для себя —— 14-го места, на котором и завершил сезон.
Через год после выхода в полуфинал на чемпионате Австралии Эдмунд, страдавший от травмы колена, в 2019 году выбыл из борьбы уже в первом круге, проиграв Томашу Бердыху; это поражение стоило ему места в первой двадцатке рейтинга. Февраль он полностью пропустил и вернулся на корт на разогревочном перед крупным Мастерсом «челленджере» в Индиан-Уэллсе и сумел выиграть его. Затем он дошёл до 4-го круга в двух турнирах Мастерсах подряд в Индиан-Уэллсе и Майами, оба раза проиграв будущим финалистам — соответственно, Роджеру Федереру и Джону Изнеру. На протяжении сезона у британца были долгие периоды без единой победы — 5 поражений подряд перед Открытым чемпионатом Франции и 7 подряд осенью перед турниром Мастерс в Париже. Между этими неудачными сериями он смог дойти в июне до полуфинала в Истборне и четвертьфинала в Вашингтоне в августе. В конце сезона на финальном турнире Кубка Дэвиса Эдмунд выиграл все три своих одиночных встречи, не отдав соперникам ни одного сета, и дошёл с командой до полуфинала, где британцы уступили хозяевам корта и будущим победителям турнира — сборной Испании.
В начале 2020 года в Окленде Эдмунд смог выйти в четвертьфинал. Затем в после поражения в первом раунде Открытого чемпионата Австралии от 27-й ракетки мира Душана Лайовича, Эдмунд завоевал в феврале в Нью-Йорке второй за карьеру титул на турнирах в одиночном разряде. В решающем матче он переиграл итальянца Андреса Сеппи — 7-5, 6-1. После этой победы он вышел в четвертьфинал в Акапулько.
Вслед за перерывом в сезоне, связанном с пандемией COVD-19, в матче 2-го круга Открытого чемпионата США против Новака Джоковича прервал серию из 10 выигранных сербом тай-брейков подряд, но в итоге уступил со счётом 3:1 по сетам. После этого до конца сезона не выиграл ни одного матча, четырежды проиграв в первом круге и снявшись с ряда турниров (включая Открытый чемпионат Франции) из-за травмы левого колена. Тем не менее окончил сезон в топ-50 мирового рейтинга.
После поражения в первом раунде в Вене в октябре 2020 года Эдмунд не выступал более года. В марте 2021 года он перенёс операцию колена и за сезон выбыл в рейтинге из первой сотни. Возобновил выступления только на Уимблдонском турнире 2022 года, где выступал в миксте с Оливией Николлс. Британцы проиграли в первом круге Кори Гауфф и Джеку Соку. В конце июля Эдмунд провёл первый после операции матч в одиночном разряде на турнире серии ATP Challenger в Виннипеге и после него сыграл ещё в четырёх турнирах, включая Открытый чемпионат США, где в первом круге уступил финалисту Открытого чемпионата Франции Касперу Рууду. В 2023 году продолжал выступать в теннисных сериях низких рангов, в том числе в октябре пробившись в финал турнира ITF класса M25 в Эджбастоне.
К началу 2024 года Эдмунд стоял за пределами топ-500 мирового рейтинга. Однако по ходу сезона смог несколько улучшить своё положение. В январе он выиграл два домашних турнира ITF класса M25 на харде в Лафбро и Сандерленде. С февраля начал играть в квалификациях «челленджеров», иногда проходя их и поднявшись в рейтинге в районе 450-го места. В феврале на «челленджере» в Глазго прошёл в финал в паре с Генри Серлом. В сентября Эдмунд прошёл квалификацию на «челленджере» на харде в американском Коламбусе и затем дошёл до полуфинала. Благодаря этому успеху он смог подняться с 417-го на 367-е место в рейтинге. В октябре он вновь прошёл квалификацию и затем дошёл до 1/4 финала «челленджера» на харде во Франции, благодаря чему прибавил ещё 33 позиции в рейтинге.

## Рейтинг на конец года
| Разряд           | 2012 | 2013 | 2014 | 2015 | 2016 | 2017 | 2018 | 2019 | 2020 | 2021 | 2022 | 2023 | 2024 |
| ---------------- | ---- | ---- | ---- | ---- | ---- | ---- | ---- | ---- | ---- | ---- | ---- | ---- | ---- |
| Одиночный разряд | 571  | 376  | 194  | 102  | 45   | 50   | 14   | 69   | 48   | 121  | 581  | 538  | 357  |
| Парный разряд    | 1534 |      | 717  |      | 854  |      | 161  | 147  | 185  | 527  |      |      | 1051 |

## Выступления на турнирах

### Финалы турнировATPв одиночном разряде (3)

#### Победы (2)
| Условные обозначения        |
| --------------------------- |
| Турниры Большого шлема (0)* |
| Итоговый турнир ATP (0)     |
| Мастерс (0)                 |
| АТР 500 (0)                 |
| АТР 250 (2+1)               |

| Титулы по покрытиям | Титулы по месту проведения матчей турнира |
| ------------------- | ----------------------------------------- |
| Хард (2)*           | Зал (2)*                                  |
| Грунт (0+1)         | Зал (2)*                                  |
| Трава (0)           | Открытый воздух (0+1)                     |
| Ковёр (0)           | Открытый воздух (0+1)                     |

* количество побед в одиночном разряде + количество побед в парном разряде.
| №  | Дата            | Турнир             | Покрытие   | Соперник в финале | Счёт              |
| 1. | 21 октября 2018 | Антверпен, Бельгия | Хард (зал) | Гаэль Монфис      | 3-6 7-6(2) 7-6(4) |
| 2. | 16 февраля 2020 | Нью-Йорк, США      | Хард (зал) | Андреас Сеппи     | 7-5 6-1           |

#### Поражения (1)
| №  | Дата           | Турнир            | Покрытие | Соперник в финале | Счёт    |
| 1. | 15 апреля 2018 | Марракеш, Марокко | Грунт    | Пабло Андухар     | 2-6 2-6 |

### Финалы челленджеров и фьючерсов в одиночном разряде (15)

#### Победы (11)
| Условные обозначения |
| Челленджеры (6)*     |
| Фьючерсы (5)         |

| Титулы по покрытиям | Титулы по месту проведения матчей турнира |
| ------------------- | ----------------------------------------- |
| Хард (5)*           | Зал (2)*                                  |
| Грунт (6)           | Зал (2)*                                  |
| Трава (0)           | Открытый воздух (9)                       |
| Ковёр (0)           | Открытый воздух (9)                       |

* количество побед в одиночном разряде.
| №   | Дата            | Турнир                  | Покрытие   | Соперник в финале | Счёт           |
| 1.  | 28 октября 2012 | Бирмингем, США          | Грунт      | Чейз Бьюкенен     | 7-6(2) 2-6 6-4 |
| 2.  | 5 мая 2013      | Виро-Бич-Саут, США      | Грунт      | Карстен Болл      | 6-3 6-2        |
| 3.  | 11 августа 2013 | Больцано, Италия        | Грунт      | Джанлука Назо     | 6-3 6-2        |
| 4.  | 19 января 2014  | Санрайз, США            | Грунт      | Ёсихито Нисиока   | 6-0 6-3        |
| 5.  | 16 февраля 2014 | Загреб, Хорватия        | Хард (зал) | Филип Вегер       | 6-2 7-5        |
| 6.  | 1 февраля 2015  | Гонконг                 | Хард       | Тацума Ито        | 6-1 6-2        |
| 7.  | 26 июля 2015    | Бингемтон, США          | Хард       | Бьорн Фратанджело | 6-2 6-3        |
| 8.  | 15 ноября 2015  | Буэнос-Айрес, Аргентина | Грунт      | Карлос Берлок     | 6-0 6-4        |
| 9.  | 7 февраля 2016  | Даллас, США             | Хард (зал) | Дэниел Эванс      | 6-3 6-2        |
| 10. | 7 мая 2016      | Рим, Италия             | Грунт      | Филип Краинович   | 7-6(2) 6-0     |
| 11. | 3 марта 2019    | Индиан-Уэлс, США        | Хард       | Андрей Рублёв     | 6-3 6-2        |

#### Поражения (4)
| №  | Дата           | Турнир           | Покрытие | Соперник в финале | Счёт           |
| 1. | 11 ноября 2012 | Найсвилл, США    | Грунт    | Чейз Бьюкенен     | 6-3 6-7(4) 5-7 |
| 2. | 26 января 2014 | Уэстон, США      | Грунт    | Виктор Кривой     | 7-6(2) 5-7 0-6 |
| 3. | 16 ноября 2014 | Иокогама, Япония | Хард     | Джон Миллман      | 4-6 4-6        |
| 4. | 31 января 2016 | Мауи, США        | Хард     | У Ди              | 6-4 3-6 4-6    |

### Финалы турнировATPв парном разряде (1)

#### Победы (1)
| №  | Дата       | Турнир              | Покрытие | Партнёр       | Соперники в финале       | Счёт    |
| 1. | 6 мая 2018 | Кашкайш, Португалия | Грунт    | Кэмерон Норри | Уэсли Колхоф Артём Ситак | 6-4 6-2 |

### Финалы челленджеров и фьючерсов в парном разряде (1)

#### Поражения (1)
| №  | Дата            | Турнир                 | Покрытие   | Партнёр    | Соперники в финале         | Счёт    |
| 1. | 12 февраля 2024 | Глазго, Великобритания | Хард (зал) | Генри Серл | Скотт Данкан Маркус Уиллис | 3-6 2-6 |

### Финалы командных турниров (1)

#### Победы (1)
| №  | Год  | Турнир       | Команда                                               | Соперник в финале                                | Счёт |
| 1. | 2015 | Кубок Дэвиса | Великобритания Дж. Маррей,Э.Маррей,Дж. Уорд, К.Эдмунд | Бельгия Р.Бемельманс,Д.Гоффен,С.Дарси,К.Коппеянс | 3-1  |

## История выступлений на турнирах
По состоянию на 11 сентября 2023 года
Для того, чтобы предотвратить неразбериху и удваивание счета, информация в этой таблице корректируется только по окончании турнира или по окончании участия там данного игрока.
| Турнир                       | 2012  | 2013          | 2014          | 2015          | 2016  | 2017          | 2018          | 2019          | 2020          | 2022          | 2023          | Итог   | В/П за карьеру |
| ---------------------------- | ----- | ------------- | ------------- | ------------- | ----- | ------------- | ------------- | ------------- | ------------- | ------------- | ------------- | ------ | -------------- |
| Турниры Большого шлема       |       |               |               |               |       |               |               |               |               |               |               |        |                |
| Открытый чемпионат Австралии | -     | -             | -             | 1Р            | 1Р    | 2Р            | 1/2           | 1Р            | 1Р            | -             | 1Р            | 0 / 7  | 6-7            |
| Открытый чемпионат Франции   | -     | -             | -             | 2Р            | 2Р    | 3Р            | 3Р            | 2Р            | -             | -             | -             | 0 / 5  | 7-4            |
| Уимблдонский турнир          | К     | 1Р            | 1Р            | 1Р            | 1Р    | 2Р            | 3Р            | 2Р            | НП            | -             | -             | 0 / 7  | 4-7            |
| Открытый чемпионат США       | -     | -             | -             | К             | 4Р    | 3Р            | 1Р            | 1Р            | 2Р            | 1Р            | -             | 0 / 6  | 6-6            |
| Итог                         | 0 / 0 | 0 / 1         | 0 / 1         | 0 / 3         | 0 / 4 | 0 / 4         | 0 / 4         | 0 / 4         | 0 / 2         | 0 / 1         | 0 / 1         | 0 / 25 |                |
| В/П в сезоне                 | 0-0   | 0-1           | 0-1           | 1-2           | 4-4   | 6-4           | 9-4           | 2-4           | 1-2           | 0-1           | 0-1           |        | 23-24          |
| Олимпийские игры             |       |               |               |               |       |               |               |               |               |               |               |        |                |
| Летняя олимпиада             | -     | Не проводился | Не проводился | Не проводился | 2Р    | Не проводился | Не проводился | Не проводился | Не проводился | Не проводился | Не проводился | 0 / 1  | 1-1            |
| Турниры серии Мастерс        |       |               |               |               |       |               |               |               |               |               |               |        |                |
| Индиан-Уэлс                  | -     | -             | -             | -             | 1Р    | 2Р            | 2Р            | 4Р            | НП            | -             | -             | 0 / 4  | 3-4            |
| Майами                       | -     | -             | 1Р            | 1Р            | 2Р    | 1Р            | 2Р            | 4Р            | НП            | -             | 1Р            | 0 / 7  | 3-7            |
| Монте-Карло                  | -     | -             | -             | -             | -     | 2Р            | 1Р            | 1Р            | НП            | -             | -             | 0 / 3  | 1-3            |
| Мадрид                       | -     | -             | -             | -             | -     | -             | 1/4           | 1Р            | НП            | -             | 1Р            | 0 / 3  | 3-3            |
| Рим                          | -     | -             | -             | -             | -     | 2Р            | 3Р            | 1Р            | 1Р            | -             | 1Р            | 0 / 5  | 3-5            |
| Монреаль/Торонто             | -     | -             | -             | -             | 1Р    | 1Р            | 1Р            | 2Р            | НП            | -             | -             | 0 / 4  | 1-4            |
| Цинциннати                   | -     | -             | -             | -             | К     | 1Р            | 2Р            | 1Р            | 1Р            | -             | -             | 0 / 4  | 1-4            |
| Шанхай                       | -     | -             | -             | -             | 2Р    | 2Р            | 1/4           | 1Р            | Не проводился | Не проводился |               | 0 / 4  | 5-4            |
| Париж                        | -     | -             | -             | -             | -     | 2Р            | -             | 3Р            | -             | -             |               | 0 / 2  | 3-2            |
| Статистика за карьеру        |       |               |               |               |       |               |               |               |               |               |               |        |                |
| Проведено финалов            | 0     | 0             | 0             | 0             | 0     | 0             | 2             | 0             | 1             | 0             | 0             |        | 3              |
| Выиграно турниров АТП        | 0     | 0             | 0             | 0             | 0     | 0             | 1             | 0             | 1             | 0             | 0             |        | 2              |
| В/П: всего                   | 0-0   | 1-3           | 0-5           | 1-5           | 21-20 | 30-30         | 37-21         | 17-22         | 10-9          | 2-3           | 0-7           |        | 119-125        |
| Σ % побед                    | 0 %   | 25 %          | 0 %           | 17 %          | 51 %  | 50 %          | 64 %          | 44 %          | 53 %          | 40 %          | 0 %           |        | 49 %           |

К — проигрыш в квалификационном турнире.